# Čekrčići
Čekrčići su naseljeno mjesto u gradu Visokom, Federacija Bosne i Hercegovine, BiH.
Nalazi se istočno od Visokog, uz rijeku Bosnu. Od 1992. do veljače 1996. bili su pod nadzorom snaga Vojske Republike Srpske. Nakon pregovora u Daytonu, ušli su u sastav Federacije BiH.  

## Stanovništvo

### 1991.
Nacionalni sastav stanovništva 1991. godine, bio je sljedeći:
ukupno: 309
- Srbi - 299
- Muslimani - 5
- Hrvati - 4
- Jugoslaveni - 1

### 2013.
Nacionalni sastav stanovništva 2013. godine, bio je sljedeći:
ukupno: 130
- Bošnjaci - 122
- Srbi - 6
- ostali, neopredijeljeni i nepoznato - 2